# Pia no 1
Pour les articles homonymes, voir Pia.
Ne doit pas être confondu avec Pia n° 2.
Pia n° 1 est une commune située dans le département de Djibasso de la province de Kossi au Burkina Faso.